# Józef Andrzej Gierowski

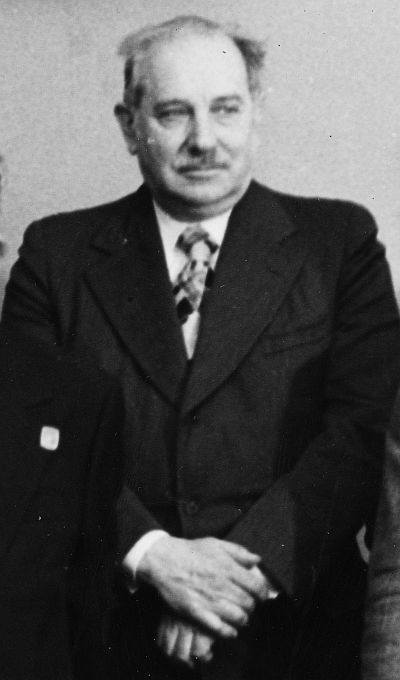
Józef Andrzej Gierowski (1981)

Józef Andrzej Gierowski, literarisch auch Josef Gierowski (* 19. März 1922 in Tschenstochau; † 17. Februar 2006 in Krakau), war ein polnischer Historiker, Rektor der Universität Krakau und Mitglied der Polnischen Akademie der Wissenschaften sowie der Polnischen Akademie der Gelehrsamkeit.

## Leben und Wirken
Gierowski war während des Zweiten Weltkrieges Angehöriger der Polnischen Heimatarmee (Armia Krajowa). Er studierte an der Untergrunduniversität Krakau bei Władysław Konopczyński und wurde 1947 an der Universität Breslau zum Doktor promoviert. 1953 übernahm er die Leitung des in Krakau angesiedelten Instituts für Geschichte der Polnischen Akademie der Wissenschaften, an welchem seit 1957 unter der Redaktion von Tadeusz Manteuffel die „Geschichte Polens“ (Historia Polski) und seit 1960 unter der Redaktion von Karol Maleczyński die „Geschichte Schlesiens“ (Historia Śląska) in zahlreichen Bänden herausgegeben wurde. Für beide Serien bearbeitete Gierowski die Darstellung der Frühneuzeit. Gierowski war ferner Redakteur der seit 1956 erscheinenden Editionsreihe „Schlesische Urbare“ (Urbarze śląske) und Mitautor der 1958 veröffentlichten „Geschichte Breslaus bis 1807“ (Dzieje Wrocławia do roku 1807; zusammen mit Wacław Długoborski und Karol Maleczyński).
1965 wechselte Gierowski auf den Lehrstuhl für polnische Geschichte des 16.–18. Jahrhunderts an der Universität Krakau und war dort von 1967 bis 1972 Direktor des Historischen Instituts. Von 1977 bis 1981 leitete Gierowski in Breslau das Institut für Schlesische Geschichte der Polnischen Akademie der Wissenschaften. Für die 1978 in Warschau neu verlegte Historia Polski bearbeitete Gierowski den zweiten Teil, der die Zeit von 1505 bis 1864 behandelte; das Werk erlebte bis 1988 zwölf Auflagen. 1981 wurde Gierowski zum Rektor der Krakauer Universität gewählt und übte dieses Amt bis 1987 aus. Unter seinem Rektorat wurde 1983 Papst Johannes Paul II. die Ehrendoktorwürde der Universität verliehen und 1986 das Forschungszentrum für Jüdische Studien eröffnet, dessen Leitung Gierowski übernahm.
Noch im Revolutionsjahr 1989 wurde Gierowski in die neu belebte, traditionsreiche Polnische Akademie der Gelehrsamkeit (Polska Akademia Umiejętności) berufen und 1990 zum Dekan der Philosophisch-Historischen Fakultät der Akademie bestellt. 1996 erschien dort in englischer Sprache Gierowskis Abhandlung über die Polnisch-Litauische Adelsrepublik im 18. Jahrhundert. Gierowski war 1991 Gründungsmitglied und bis 2001 Vorsitzender des Stiftungsrates der Stiftung Judaica in Krakau. 1993 wurde er in die „Hauptkommission zur Erforschung von Verbrechen gegen das Polnische Volk“ (Główna Komisja Badania Zbrodni przeciwko Narodowi Polskiemu) am Institut für Nationales Gedenken (Instytut Pamięci Narodowej) berufen. 2001 erschien von Gierowski in der „Großen Geschichte Polens“ (Wielka historia Polski) der fünfte Teil, der die Geschichte des Polnischen Königreiches von 1648 bis 1763 behandelt.
Gierowski wurde mit zahlreichen Auszeichnungen geehrt, in Polen u. a. mit dem Orden der Wiedergeburt Polens II. Klasse (1989), der Ehrendoktorwürde der Universität Breslau (1992) und dem Kreuz der Polnischen Heimatarmee (1994).

## Verdienste um die Geschichtsschreibung
Gierowski war ein hervorragender Kenner der späteren Polnisch-Litauischen Adelsrepublik (1569–1795). Die von ihm zur Regentschaft Augusts des Starken angestoßenen Studien führten zu einer Revision der Anschauungen über die Zeit der Polnisch-Sächsischen Personalunion (1697–1763), von der in der deutschen und polnischen Geschichtsschreibung seit der zweiten Hälfte des 19. Jahrhunderts hauptsächlich ein negatives Bild gezeichnet worden war. Den Wendepunkt in der wissenschaftlichen Betrachtung markierte der von Gierowski 1962 zusammen mit dem Rostocker Osteuropahistoriker Johannes Kalisch (1928–2002) herausgegebene Sammelband „Um die polnische Krone“, der vor allem in Polen zahlreiche neue Studien zur Geschichte der sächsisch-polnischen Beziehungen auslöste.
Deutsche und polnische Historiker sehen Gierowskis Verdienst jedoch nicht nur darin, die „schwarze Legende von den sächsischen Zeiten“ (Michael Komaszynski) in der Geschichte Polens dekonstruiert zu haben. Wichtiger noch war, dass durch die Studien Gierowskis und seiner Schüler wieder jener „Blick für die Unterschiede in den Beziehungen einzelner deutscher Staaten zu Polen“ (Jacek Staszewski) geschärft wurde, der im Zeitalter des Nationalismus und bedingt durch die aggressive preußisch-deutsche Polenpolitik seit der Bismarck-Ära verloren gegangen war.
Gierowski hat sich darüber hinaus große Verdienste um die Förderung und das Verständnis der jüdischen Geschichte und Kultur in Polen erworben; ein besonderes Anliegen war es ihm, wie er selbst 1986 bei der Einweihung des Forschungszentrums für Jüdische Studien an der Krakauer Universität betonte, dazu beizutragen, noch bestehende Vorbehalte und Vorurteile gegenüber jüdischen Mitbürgern abzubauen.

## Publikationen (Auswahl)
- Sejmik generalny Księstwa Mazowieckiego na tle ustroju sejmikowego Mazowsza [= Der Generallandtag des Fürstentums Masowien im System der masowischen Landtage], Breslau 1948.
- Między saskim absolutyzmem, a złotą wolnością. Z dziejów wewnętrznych Rzeczypospolitej w latach 1712–1715 [= Zwischen Sächsischem Absolutismus und Goldener Freiheit. Aus der Geschichte der inneren Zustände in Polen 1712–1715], Breslau 1953.
- Preußen und das Projekt eines Staatsstreiches in Polen im Jahre 1715 (Zur Genesis der Konföderation von Tarnogród), in: Jahrbuch für Geschichte der UdSSR und der volksdemokratischen Länder Europas, Bd. 3 (1959), S. 296–317.
- Personal- oder Realunion? Zur Geschichte der polnisch-sächsischen Beziehungen nach Poltawa, in: Johannes Kalisch, Józef Gierowski (Hgg.): Um die polnische Krone. Sachsen und Polen während des Nordischen Krieges 1700–1721, Berlin (Ost) 1962 (Schriftenreihe der Kommission der Historiker der DDR und Volkspolens; Bd. 1), S. 254–291.
- Historia Polski 1492–1864, Warschau 1967.
- Historia Polski, T. 2: 1505–1864, 2 Bde., Warschau 1978, 12. Aufl. 1988.
- The Polish-Lithuanian Commonwealth. From Anarchy to Well-Organised State (Academia Scientiarum et Litterarum Polona; Dissertationes Facultatis Historico-Philosophicae, Bd. 82), Krakau 1996.
- Wielka historia Polski, Bd. 5: Rzeczpospolita w dobie złotej wolności (1648–1763) [= Große Geschichte Polens, Bd. 5: Die Republik zur Zeit der Goldenen Freiheit (1648–1763)], Krakau 2001.
- Ein Herrscher – zwei Staaten: Die sächsisch-polnische Personalunion als Problem des Monarchen aus polnischer Sicht, in: Rex Rexheuser (Hg.): Die Personalunionen von Sachsen-Polen 1697–1763 und Hannover-England 1714–1837. Ein Vergleich, Wiesbaden 2005 (Deutsches Historisches Institut Warschau; Quellen und Studien, Bd. 18), S. 121–152.